# Macradenia lutescens
Macradenia lutescens là một loài thực vật có hoa trong họ Lan. Loài này được R.Br. mô tả khoa học đầu tiên năm 1822.

## Hình ảnh

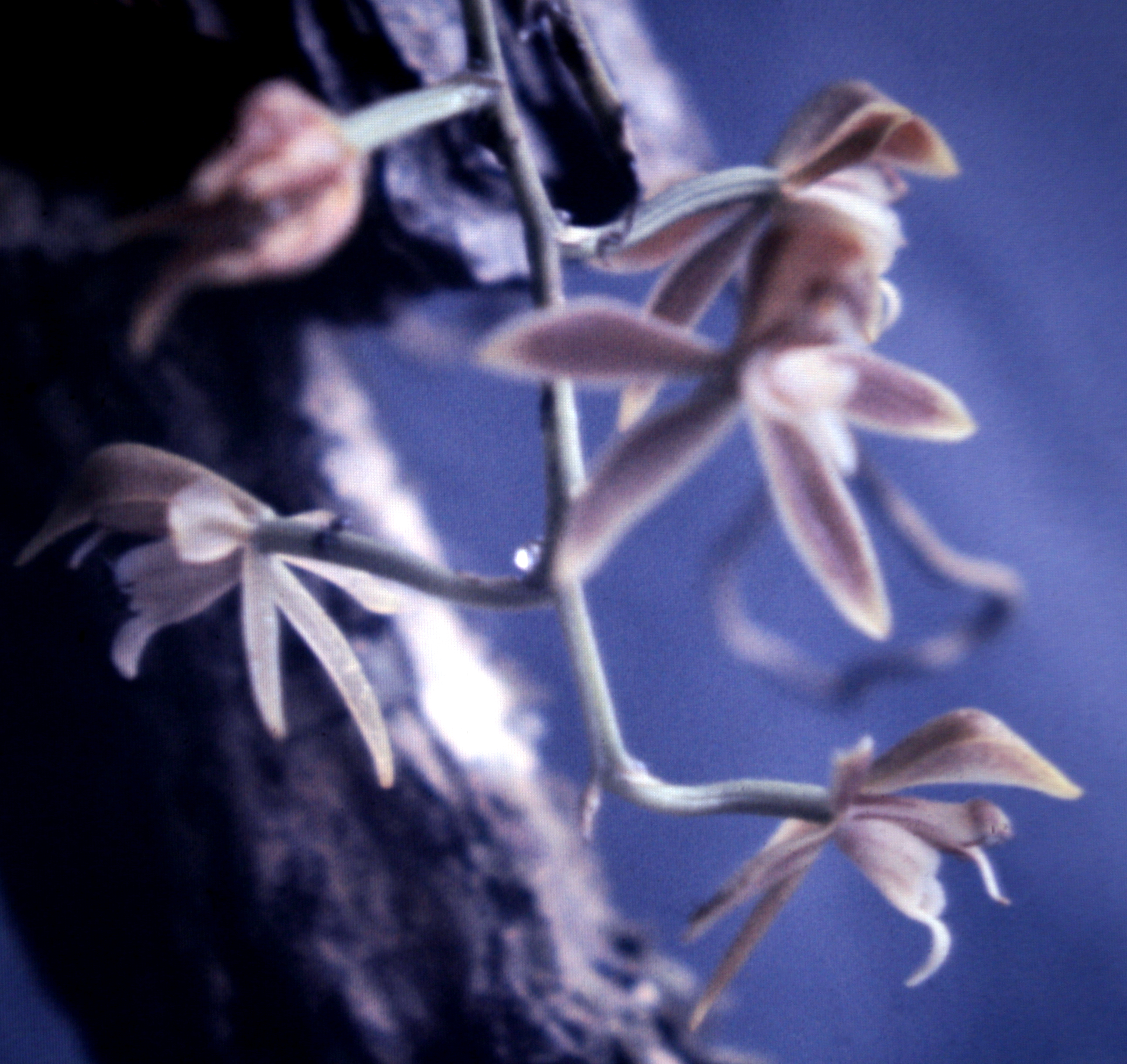
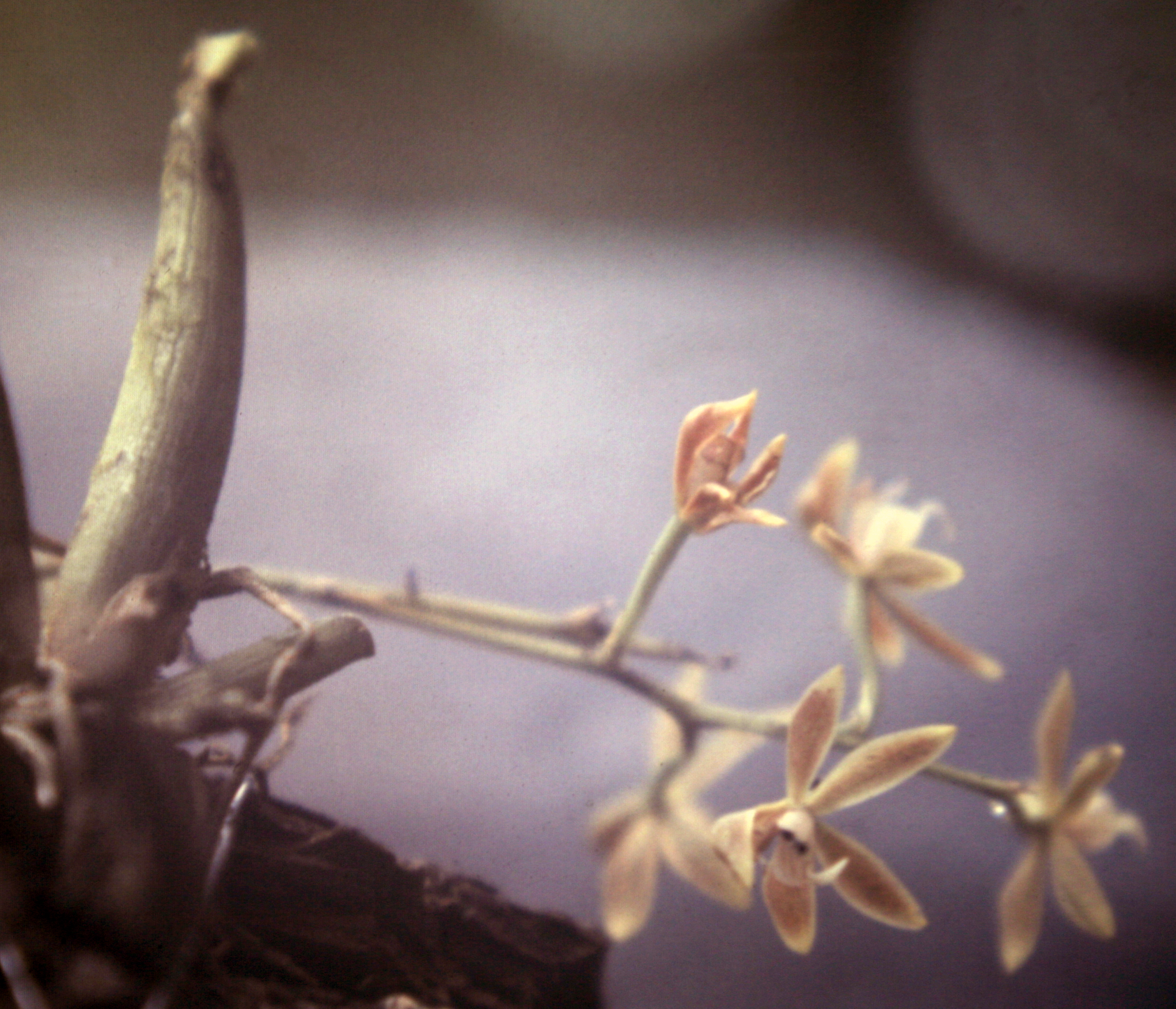
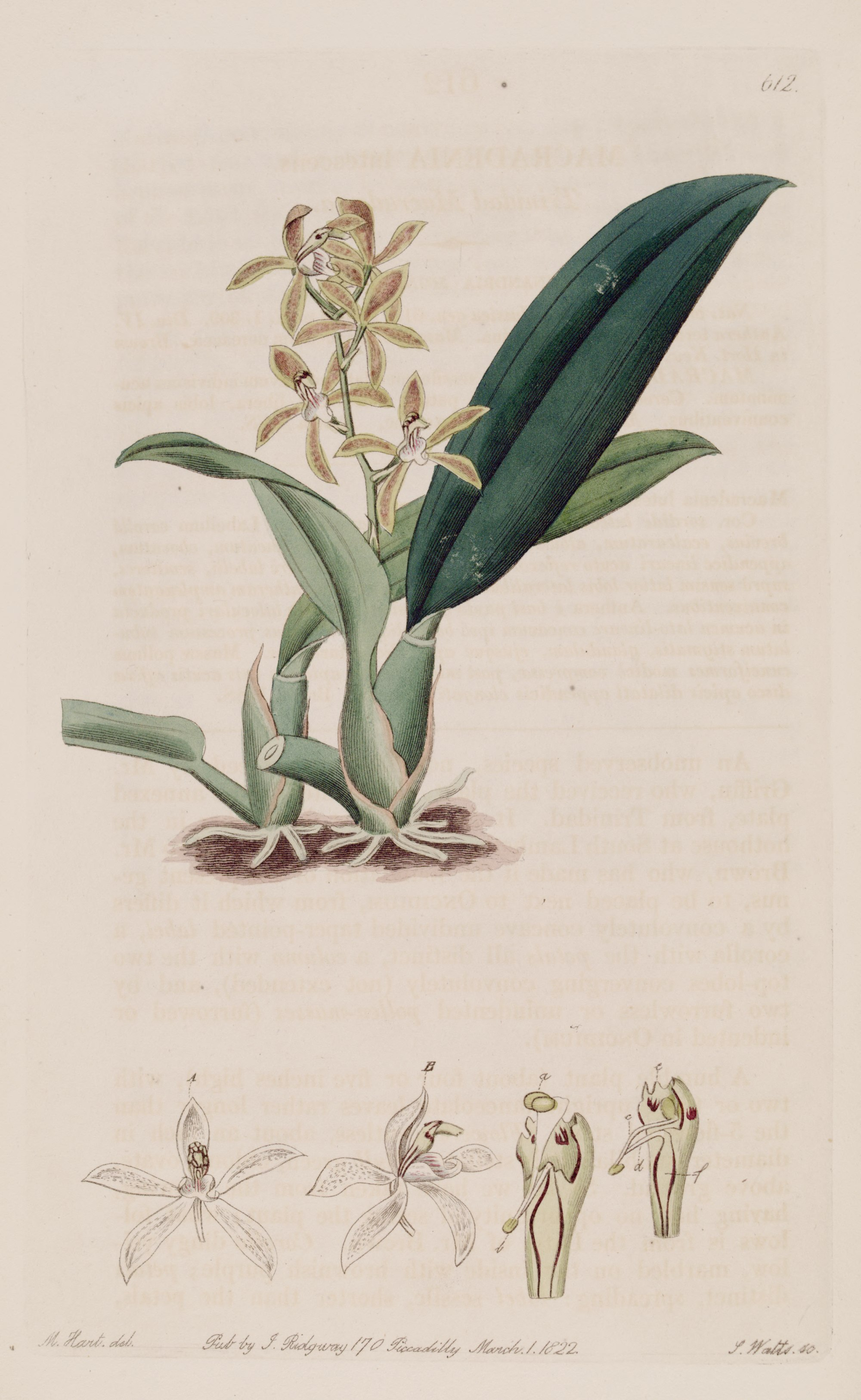
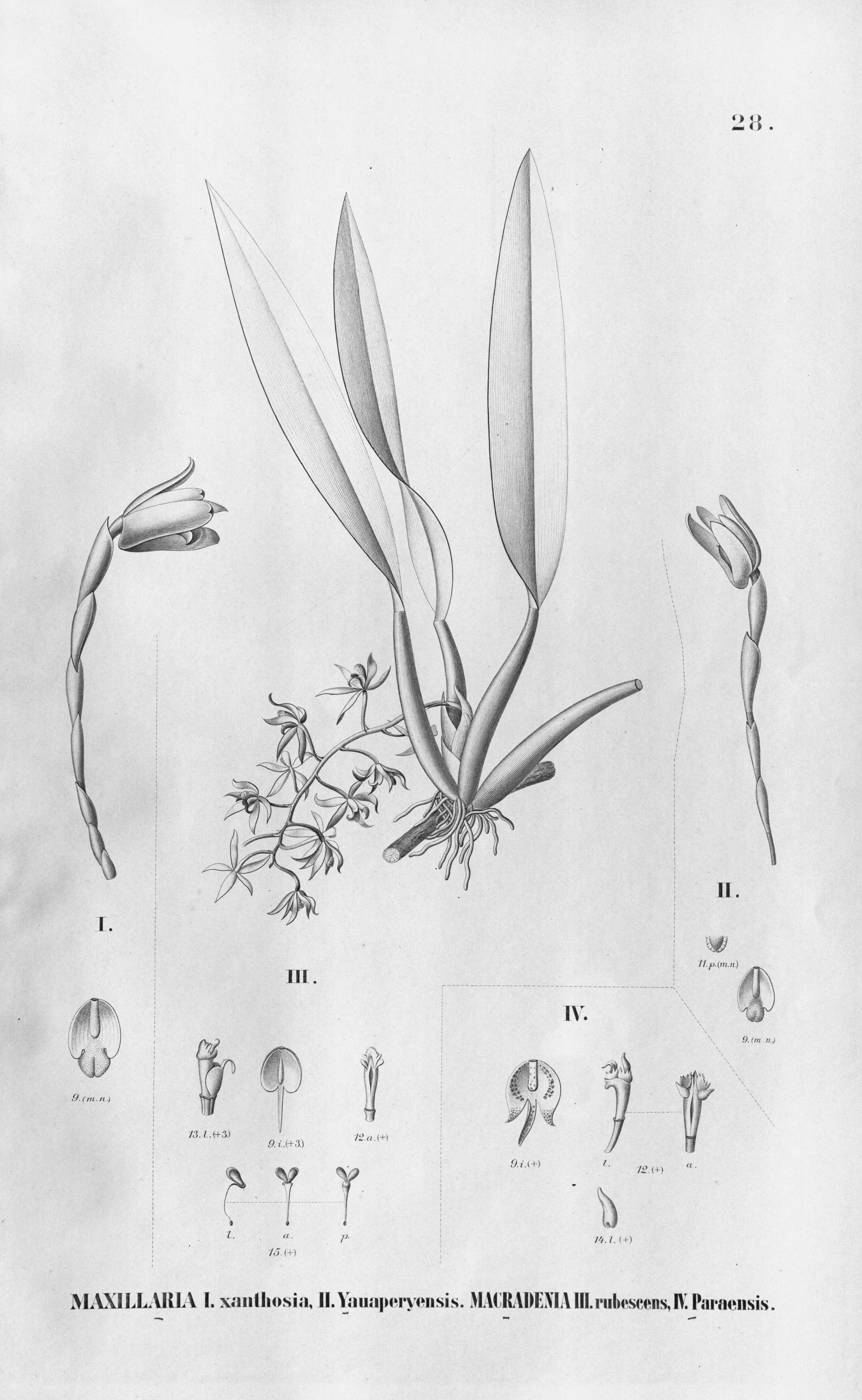